# Gronikowski Żleb (Dolina Bielańska)
Gronikowski Żleb (słow. Grúnikový žľab) – zalesiona dolina w słowackich Tatrach Wysokich, będąca górnym odgałęzieniem Doliny Bielańskiej. Wcina się pomiędzy stoki Gronika i Krywańskiej Kopy. Jej dnem spływa Gronikowski Potok (Grúnikový potok) uchodzący poniżej Trzech Źródeł do Bielańskiej Wody.